# Мехтиев, Мамед Асад оглы
Мехтиев Мамед Асад оглы (азерб. Mehdiyev Məmməd Əsəd oğlu) (1911, Шемаха — 1984, Баку) — советский научный деятель, доктор наук, профессор.

## Биография

### Ранние годы
Мамед Мехтиев родился в 1911 году в городе Шемаха Бакинской Губернии. В 1918 году, когда ему исполнилось 7 лет его родители стали жертвами погромов в Шемаха. После этого Мамед воспитывался в семье его дяди по отцу, мелкого ремесленника. В 1928 году Мехтиев, окончив среднюю школу, направился учителем в сельскую школу села Топалгасанли Ханларского района. В августе 1930 года Мехтиев поступил на Ветеринарный факультет Всесоюзного Ереванского Зооветеринарного Института и в 1935 году получил диплом о полном высшем образовании. Далее для обучения в аспирантуре Мехтиев направился в Казанский сельскохозяйственный институт имени Максима Горького и девять месяцев проработал в нём ассистент-аспирантом.

### Научная деятельность
В 1935 году в связи с острой нехваткой квалифицированных специалистов М. Мехтиев был отозван и назначен заведующим межрайонной диагностической лаборатории расположенной в Газахском районе. После этого М. Мехтиев заведовал Отделом протозоологии Северо-Кавказской Ветеринарной Научно-исследовательской станции и специализировался на изучении паразитов приносящих большой экономический вред сельскохозяйственной отрасли, изучал методы диагностики пироплазмидозы домашних животных, а также усвоил методы борьбы с клещевыми паразитами с использованием мышьячных препаратов. М. Мехтиев является автором многих научно-практических работ и публикаций связанных с внедрением трипофлавина в качестве лечебного препарата в Северо-Кавказской зоне. В 1937 году М. Мехтиев под руководством известных деятелей наук Н. П. Рухлядева и Г. В. Домрачева защитил кандидатскую диссертацию в Казани. После этого вернувшись на родину М. Мехтиев продолжил свою научно-преподавательскую деятельность в Азербайджанском сельскохозяйственном институте и вскоре был назначен заведующим кафедрой терапии и патологии.

### Великая Отечественная война
С началом войны Мамед Асадович Мехтиев, как и многие другие деятели науки, направился на фронт.

### Послевоенная жизнь
В 1946 году Мамед Мехтиев вновь вернулся в свой родной институт из Иркутского подразделения Сибирского военного округа, где дослужил до звания капитана ВС СССР. С 1946 по 1962 год он вновь работал в Азербайджанском Сельскохозяйственном Институте, в начале заведующим кафедры терапии и патологии, затем деканом факультета, а с 1954 по 1962 год являлся его ректором. Под его руководством и по его инициативе был открыт новый факультет гидромелиорации и экономики, в институте были проведены основательные реформы, построены и открыты новые лаборатории. Переехав в Баку М. Мехтиев до конца своих дней проработал в институте физиологии академии наук Азербайджана. И здесь М. Мехтиев продолжил свою научно-исследовательскую деятельность став руководителем лаборатории физиологически активных веществ. В 1976—1980 годах под руководством М. Мехтиева были изучены эффекты воздействия радиации на полученные в лабораторных условиях природные и синтетические препараты. В результате были проведены научно-исследовательские работы в ходе которых были изучены воздействия радиации на органические соединения синтезированного на базе Института хлора и органического синтеза селена. Учитывая важность проделываемых работ, решением Президиума Академии Наук был создан отдел радиационной защиты, руководить которым было поручено Мехтиеву. Некоторые препараты созданные в лабораторных условиях под руководством Мехтиева были утверждены авторским свидетельством Научного Комитета Совета министров СССР. 

## Оценки
Труды М. Мехтиева были высоко оценены. Он неоднократно избирался Депутатом Верховного Совета Азербайджанской ССР от Кировабадского-Багманлярского избирательного округа города Кировабада, ему было присвоенно звание заслуженного научного деятеля АзССР, дважды в 1960 и 1962 годах М. Мехтиев награждался почетными званиями Верховного Совета АзССР. В 1971 году распоряжением Верховного Совета СССР Мехтиев Мамед Асад оглы был награждён Орденом Трудового Красного Знамени.